# Amphoe Klaeng
Amphoe Klaeng (in Thai: อำเภอ แกลง) ist ein Landkreis (Amphoe – Verwaltungs-Distrikt) im Südosten der Provinz Rayong. Die Provinz Rayong liegt im Südosten der Zentralregion von Thailand.

## Geographie
Der kleine Ort Klaeng liegt etwa 80 Kilometer vom Tourismuszentrum von Pattaya entfernt. Bis zum Fischerdorf Ban Phe, von wo man mit dem Schiff auf die Ferieninsel Ko Samet übersetzen kann, sind es etwa 50 Kilometer.
Benachbarte Distrikte (von Westen im Uhrzeigersinn): die Amphoe Mueang Rayong, Wang Chan und Khao Chamao der Provinz Rayong sowie Amphoe Kaeng Hang Maeo und Amphoe Na Yai Am der Provinz Chanthaburi. Im Süden liegt der Golf von Thailand.

## Wirtschaft
Der Tourismus bestimmt nicht das Bild Klaengs, jedoch spielen Landwirtschaft und Fischerei eine sehr große Rolle.

## Geschichte
In der Regierungszeit von König Chulalongkorn (Rama V.) war die Stadt (Mueang) Klaeng eine Stadt vierter Klasse im Monthon Chanthaburi. Das alte Verwaltungsgebäude der Mueang lag in Ban Laem Mueang, Tambon Paknam Prasae. Im Jahr 1897 wurde die Verwaltung nach Ban Pho Thong auf der nördlichen Seite des Tempels (Wat) Wat Pho Thong verlegt. 1908 wurde Mueang Klaeng zu einem Landkreis der Provinz Rayong herabgestuft.

## Ausbildung
In Amphoe Klaeng befindet sich ein Campus des privaten Chalermkarnchana-Colleges.

## Verwaltung

### Provinzverwaltung
Der Landkreis Klaeng ist in 15 Tambon („Unterbezirke“ oder „Gemeinden“) eingeteilt, die sich weiter in 147 Muban („Dörfer“) unterteilen.
| Nr. | Name            | Thai       | Muban | Einw.  |
| --- | --------------- | ---------- | ----- | ------ |
| 01. | Thang Kwian     | ทางเกวียน   | 10    | 23.565 |
| 02. | Wang Wa         | วังหว้า      | 14    | 10.851 |
| 03. | Chak Don        | ชากโดน     | 08    | 04.822 |
| 04. | Noen Kho        | เนินฆ้อ      | 09    | 04.520 |
| 05. | Kram            | กร่ำ        | 06    | 05.754 |
| 06. | Chak Phong      | ชากพง      | 07    | 09.300 |
| 07. | Krasae Bon      | กระแสบน    | 14    | 08.377 |
| 08. | Ban Na          | บ้านนา      | 13    | 08.439 |
| 09. | Thung Khwai Kin | ทุ่งควายกิน   | 13    | 15.641 |
| 10. | Kong Din        | กองดิน      | 11    | 10.275 |
| 11. | Khlong Pun      | คลองปูน     | 09    | 06.023 |
| 12. | Phang Rat       | พังราด      | 08    | 06.189 |
| 13. | Pak Nam Krasae  | ปากน้ำกระแส | 08    | 06.592 |
| 17. | Huai Yang       | ห้วยยาง     | 09    | 03.624 |
| 18. | Song Salueng    | สองสลึง     | 08    | 05.622 |

Hinweis: Die fehlenden Codenummern beziehen sich auf die Tambon, aus denen heute Amphoe Khao Chamao besteht.

### Lokalverwaltung
Es gibt acht Kommunen mit „Kleinstadt“-Status (Thesaban Tambon) im Landkreis:
- Song Salueng (Thai: เทศบาลตำบลสองสลึง) bestehend aus dem kompletten Tambon Song Salueng.
- Mueang Klaeng (Thai: เทศบาลตำบลเมืองแกลง) bestehend aus den Teilen der Tambon Thang Kwian, Wang Wa.
- Kong Din (Thai: เทศบาลตำบลกองดิน) bestehend aus Teilen des Tambon Kong Din.
- Thung Khwai Kin (Thai: เทศบาลตำบลทุ่งควายกิน) bestehend aus den Teilen der Tambon Thung Khwai Kin, Khlong Pun.
- Pak Nam Prasae (Thai: เทศบาลตำบลปากน้ำประแส) bestehend aus Teilen des Tambon Pak Nam Krasae.
- Sunthon Phu (Thai: เทศบาลตำบลสุนทรภู่) bestehend aus den kompletten Tambon Kram, Chak Phong.
- Ban Na (Thai: เทศบาลตำบลบ้านนา) bestehend aus dem kompletten Tambon Ban Na.
- Noen Kho (Thai: เทศบาลตำบลเนินฆ้อ) bestehend aus dem kompletten Tambon Noen Kho.

Außerdem gibt es neun „Tambon-Verwaltungsorganisationen“ (องค์การบริหารส่วนตำบล – Tambon Administrative Organizations, TAO)
- Thang Kwian (Thai: องค์การบริหารส่วนตำบลทางเกวียน) bestehend aus Teilen des Tambon Thang Kwian.
- Wang Wa (Thai: องค์การบริหารส่วนตำบลวังหว้า) bestehend aus Teilen des Tambon Wang Wa.
- Chak Don (Thai: องค์การบริหารส่วนตำบลชากโดน) bestehend aus dem kompletten Tambon Chak Don.
- Krasae Bon (Thai: องค์การบริหารส่วนตำบลกระแสบน) bestehend aus dem kompletten Tambon Krasae Bon.
- Thung Khwai Kin (Thai: องค์การบริหารส่วนตำบลทุ่งควายกิน) bestehend aus Teilen des Tambon Thung Khwai Kin.
- Kong Din (Thai: องค์การบริหารส่วนตำบลกองดิน) bestehend aus Teilen des Tambon Kong Din.
- Khlong Pun (Thai: องค์การบริหารส่วนตำบลคลองปูน) bestehend aus den Teilen der Tambon Khlong Pun, Pak Nam Krasae.
- Phang Rat (Thai: องค์การบริหารส่วนตำบลพังราด) bestehend aus dem kompletten Tambon Phang Rat.
- Huai Yang (Thai: องค์การบริหารส่วนตำบลห้วยยาง) bestehend aus dem kompletten Tambon Huai Yang.